# Digitale Bildhauerei

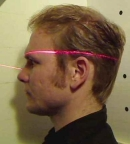
3D-Scannen einer Person

In der Digitalen Bildhauerei wird im Gegensatz zur herkömmlichen Bildhauerei die Skulptur nicht von Hand bearbeitet, sondern in entsprechenden Computeranwendungen realisiert und danach automatisch arbeitende CNC-Bearbeitungsanlage oder durch additiative Druckverfahren (3D-Druck) erstellt. Je nach Verfahren wird die entstehende Skulptur Schicht für Schicht im 3D-Druck-Verfahren hergestellt, oder von einer CNC-Fräse, CNC-Drehmaschine oder Laser-Cutter aus einem Materialblock durch Materialabtrag spanend herausgearbeitet.
Digitale Bildhauerei ist somit ein  Gebiet der Digitalen Kunst.

## Der 3D-Scan

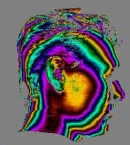
Falschfarbenbild mit 3D-Informationen nach dem Scan

Um von einer computergesteuerten Maschine hergestellt zu werden, wird für ein derart zu verwirklichendes Objekt zunächst ein digitales dreidimensionales Modell benötigt. Dieses Modell besteht meist in einem der Formate *.obj, *.ply oder *.stl. Hierbei handelt es sich um Punktewolken, von denen jeder Körperpunkt einen Längen-, Breiten- und Höhenwert hat, wobei jeweils drei oder mehr solcher Punkte zu zweidimensionalen Flächen verbunden sind und diese wiederum zu einem dreidimensionalen Modell vereinheitlicht werden (siehe auch Meshing).
Die Erstellung solch eines virtuellen 3D-Modells geschieht entweder direkt am Computer durch die Modellierung in entsprechenden spezialisierten Anwendungen:
- Virtuelle Modellier Software (z. B. Sculptris, Blender)
- textbasiertes 3D-CAD (OpenScad)

oder mit klassischen CAD-Anwendungen:
- Scan-Verfahren von real existierenden Objekten
- Photogrammetrie

Es kann auch ein 3D-Scan zur Erstellung einer digitalen 3D-Kopie von bereits real existierenden Personen, Tieren oder Gegenständen durchgeführt werden. Der hierbei eingesetzte 3D-Scanner arbeitet meist berührungslos durch das Abtasten mit einem oder mehreren Laserstrahlen, kann aber auch CNC-gesteuert tastend erfolgen.
Die dreidimensionale Abtastung erfolgt oft in mehreren Einzelansichten. Beispielsweise kann es sinnvoll sein, beim Einscannen komplexer Körper diese von mehr als einer Seite zu scannen (vorne, hinten, rechts, links, oben, unten und ggf. noch Ansichten dazwischen).

## Bearbeitung mit dem Computer

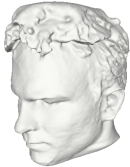
Mesh-Datei nach dem digitalen Verschmelzen der Einzel-Scans.

Nachdem das 3D-Scannen abgeschlossen ist, werden die Einzelscans am Computer zu einem fertigen 3D-Modell zusammengefügt. Die damit erzeugte Mesh-Datei hat den Vorteil, dass sie mit entsprechenden 3D-Programmen virtuell künstlerisch verändert werden kann. So ist es z. B. möglich, beim Erstellen einer Büste, dem Kopf einer eingescannten Person einen Hut, eine Brille oder beliebig viele andere Variationen vom Original hinzuzufügen.
Dieser Schritt der Computerbearbeitung wird oft als die „eigentliche digitale Bildhauerei“ bezeichnet.

## Die maschinelle Herstellung
Nach der Fertigstellung des virtuellen 3D-Modells (auch Digitaler Zwilling genannt) wird dieses zu einem CAM-Programm gesendet. Wenn für die Herstellung der realen Skulptur eine CNC-Maschine vorgesehen ist, übersetzt das CAM-Programm nun die Mesh-Datei in Fräsbahnen, welche von der CNC-Fräse oder CNC-Drehmaschine exakt nach Vorgabe abgefahren werden. Auf diese Weise wird Bahn für Bahn, oder im Falle von 3D-Druck, Schicht für Schicht, das fertige 3D-Objekt hergestellt.

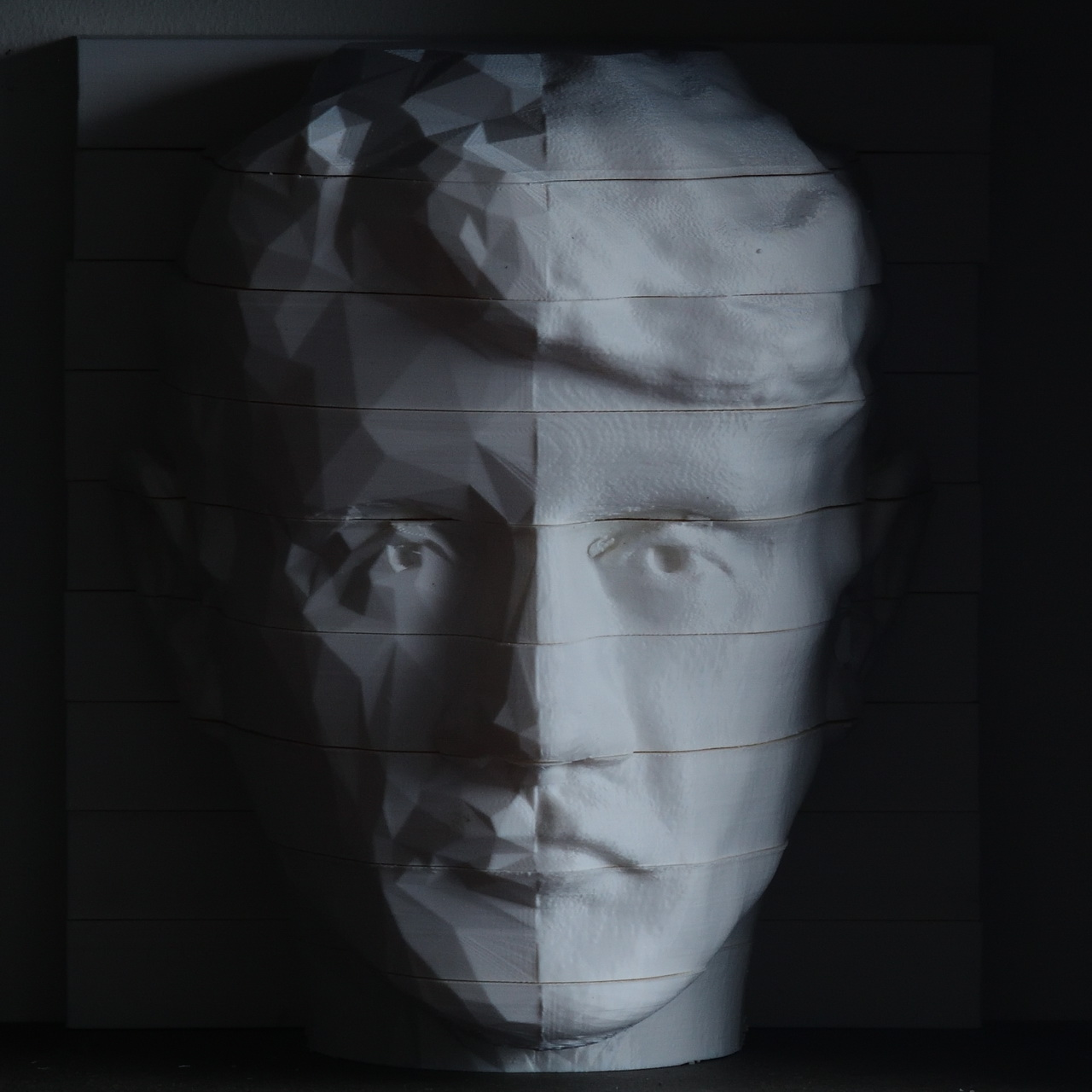
Digital entworfenes Büste und durch 3D-Druck materialisiert. Künstler: Ivo Meier

3D-Druck hat den Vorteil, dass sich im Modell auch innere Strukturen darstellen lassen, die ein Fräser nicht erreichen würde. Jedoch ist die Materialwahl beim 3D-Druck eingeschränkt, daher werden meist Kunststoff oder Pulvermaterialien eingesetzt. Beim CNC-Fräsen ist die Materialwahl nahezu uneingeschränkt möglich, da sich mit einem geeigneten Fräser fast jedes Material zerspanen lässt.
Die gewünschte Oberflächengüte beeinflusst entscheidend die Fräszeit. Je feiner die Oberfläche sein soll, umso kleiner muss der Fräser sein, und umso mehr Bahnen muss er in umso kleineren Abständen zueinander fahren.